# 野村孝
野村 孝（のむら たかし、1927年2月18日 - 2015年5月5日）は、日本の映画監督。大阪府出身。東京大学経済学部卒業。

## 略歴
1955年に日活入社し、1960年の『特捜班５号』で監督デビュー。石原裕次郎主演の『夜霧のブルース』、宍戸錠主演の『拳銃(コルト)は俺のパスポート』など多くのアクション映画を手掛けた。1972年の日活退社後は、テレビのサスペンスドラマを中心に活躍した。
2015年5月5日、肺炎のため死去。88歳没。

## 監督作品

### 映画
- 特捜班5号（1960年）
- 爆破命令（1960年）
- 摩天楼の男（1960年）
- 都会の空の用心棒（1960年）
- 早射ち野郎（1961年）
- 都会の空の非常線（1961年）
- 大森林に向って立つ（1961年）
- 黒い傷あとのブルース（1961年）
- 激流に生きる男（1962年）
- 遙かなる国の歌（1962年）
- あすの花嫁（1962年）
- いつでも夢を（1963年）
- 夜霧のブルース（1963年）
- 無頼無法の徒 さぶ（1964年）

『あすの花嫁』（1962年）

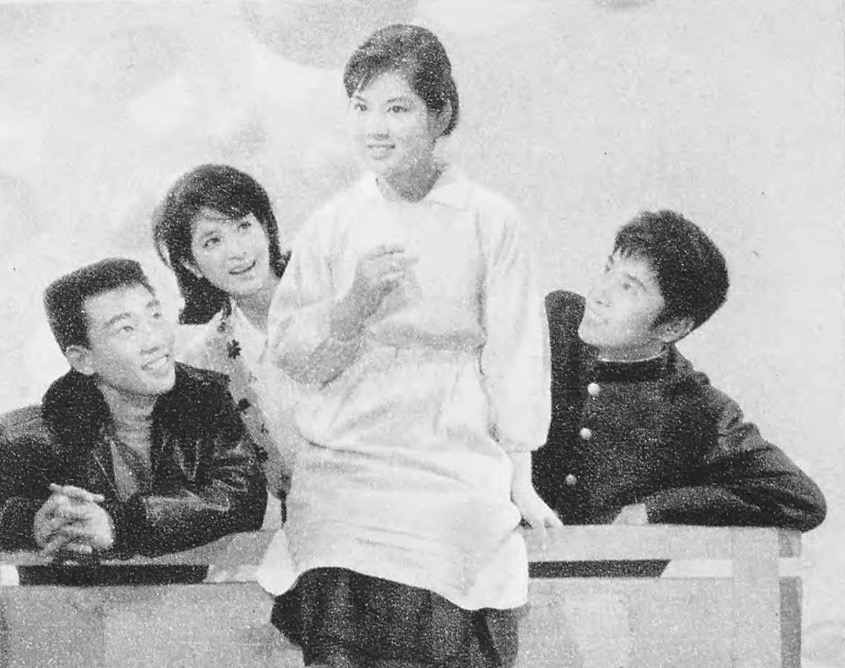
『いつでも夢を』（1963年）

- 未成年 続・キューポラのある街（1965年）
- 血と海（1965年）
- 放浪のうた（1966年）
- 殺るかやられるか（1966年）
- 暗黒航路（1966年）
- 拳銃(コルト)は俺のパスポート（1967年）
- 燃える雲（1967年）
- 鮮血の賭場（1968年）
- 博徒百人（1969年）
- 博徒百人 仁侠道（1969年）
- 昭和やくざ系図 長崎の顔（1969年）
- 鮮血の記録（1970年）
- ネオン警察 女は夜の匂い（1970年）
- 逆縁三つ盃（1970年）
- 地上最強のカラテ（1976年）
- 雨のめぐり逢い（1977年）

### テレビドラマ
- 戦国ロック はぐれ牙（1973年・フジテレビ）
  - 第1話「隠し銀山に欲望を斬れ」
  - 第6話「火縄銃で夜を焦がせ」
- 純愛山河 愛と誠（1974年 - 1975年・東京12チャンネル）
- 愛のサスペンス劇場 「歯止め」（1976年・日本テレビ）
- 赤い運命（1976年・TBS）
- 赤い絆（1977年 - 1978年・TBS）
- 土曜ワイド劇場（テレビ朝日）
  - 夏の海にご用心（1977年）
  - 図ぶとい奴・危険な賭け（1978年）
  - 松本清張の白い闇 十和田湖偽装心中（1980年）
  - 結婚しない女医（1981年）
  - 北海道殺人事件（1981年）
  - 松本清張の葦の浮船（1984年）
  - 松本清張の証言（1984年）
  - 松本清張の高台の家（1985年）
  - 仮面舞踏会（1986年）
  - 三つ首塔（1988年）
  - 高橋英樹の船長シリーズ（1988〜2002年）
- ザ・サスペンス（TBS）
  - 猟人日記（1983年）
  - 鳥取砂丘殺人事件（1984年）
  - 九州殺人行（1984年）